# Charlie the Unicorn

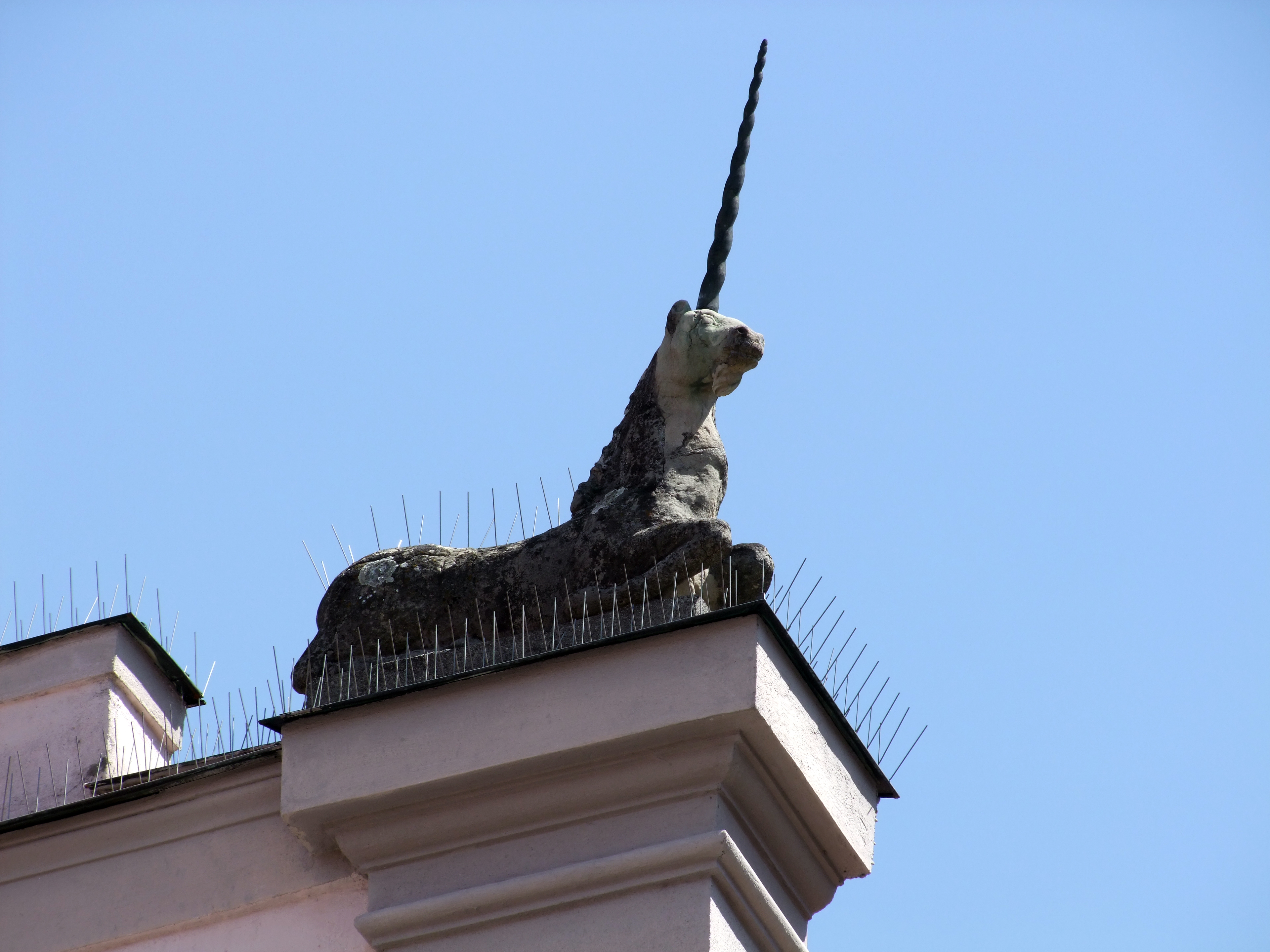
Estatua de unicornio en Memmingen, Alemania

Charlie the Unicorn es una serie de cortometrajes animados en flash creados por Jason Steele, de la compañía independiente FilmCow, de Orlando, Florida. La serie, cuyo primer episodio tuvo lugar en 2005, se centra en un unicornio letárgico llamado Charlie, el cual es forzado, por otros dos unicornios, a participar en cada aventura, de las que de una manera u otra sale malparado.
Originalmente fue creado por Steele como regalo de cumpleaños para su madre, la cual optó por publicarlo en Newgrounds bajo el pseudónimo de "TypeQueen". En poco tiempo, el vídeo alcanzó un éxito viral y posteriormente fue subido a YouTube, donde la popularidad fue in crescendo.
Tras una colecta exitosa en Kickstarter para un capítulo final (209.247 dólares recaudados), Jason Steele procede a su creación y divide el lanzamiento en 6 partes, siendo la primera de ellas publicada en octubre de 2019, es decir, 14 años más después del primer capítulo.

## Argumentos

### Charlie the Unicorn 1
En un apacible prado, un unicornio cuyo nombre es Charlie aparece descansando sobre la hierba hasta que es interrumpido por dos unicornios, los cuales le informan de que han encontrado un mapa con las señas del "mítico" "Candy Mountain" y que debe acompañarles. Sin embargo se niega a emprender tal viaje hasta que acepta a regañadientes ante la insistencia de los equinos. 
De camino por el bosque, el trío se encuentra con un liopleurodon, el cual supuestamente les "dice" el camino a seguir con un simple rugido. Finalmente, tras cruzar un puente, llegan a Candy Mountain, cuya localización resulta ser real para sorpresa de Charlie, el cual ve cómo la letra Y, al igual que las otras letras del letrero "CANDY", cobra vida, y con una canción imploran que entre en la cueva. Aunque reacio en un principio, accede a su petición, no siendo así sus acompañantes, los cuales le dejan abandonado en la oscuridad de la cueva tras cerrarse súbitamente y siendo golpeado poco después.
Finalmente despierta desorientado para descubrir que le han extraído el riñón.

### Charlie the Unicorn 2
En la segunda parte, Charlie está tumbado mientras ve la televisión, aunque molestado por los dos unicornios hasta que de pronto emerge un vórtice que se los traga, para consternación de este hasta que reaparecen con un extraño amuleto. De acuerdo con los unicornios, Charlie debe acompañarles y entregarle el amuleto al Rey Banana si quieren evitar "una maldición de mil años de oscuridad". Aunque reticente al principio, acepta ir cuando de su lomo aparecen unas garras.
Durante el camino Charlie empieza a sentirse exasperado ante el comportamiento de sus compañeros de viaje: ruidos con la boca y una conversación con una letra Z en un español ligeramente forzado.
Finalmente llegan hasta un templo donde de la nada aparece una extraña criatura, supuestamente sirviente del rey y el cual empieza a cantarle a Charlie hasta que explota. Poco después pide a los unicornios entregar el amuleto y marcharse, sin embargo la pieza se cuelga en el cuello de Charlie revelando así que él es el Rey Banana. Sorprendido, se niega a aceptar su nueva condición de monarca, aunque termina cambiando de opinión. Sin embargo su alegría dura poco cuando descubre que los dos unicornios le han abandonado y que le han robado sus pertenencias.

### Charlie the Unicorn 3
Los dos unicornios hacen acto de presencia con armaduras y le confiesan a Charlie que vienen desde el futuro. En esta ocasión debe acompañarles a terminar un muñeco de nieve. De lo contrario, el mundo tal como existe, llegará a su fin. A diferencia de las dos primeras entregas, Charlie se muestra más dispuesto, aunque sin comprender que tiene que ver una figura de nieve con el fin de los tiempos.
Una vez en el futuro, aunque igual que el presente, los tres navegan por el río a bordo de un gran pato que hace de embarcación. Llegados a un punto, la "balsa" se hunde y acceden al mundo marino. Allí Charlie se encuentra con un pez chivo (en el sentido literal) que tras cantarle, termina explotando.
Finalmente encuentra el muñeco de nieve, al cual solo le falta la nariz. Sin embargo, cuando Charlie pregunta por lo que debe hacer, es intoxicado por un gas soporífero y pierde la conciencia hasta que despierta de su letargo con la desagradable sorpresa de que le han arrancado su cornamenta y se la han puesto al muñeco de nieve a modo de nariz, aunque recupera su riñón.

### Charlie the Unicorn 4
En esta secuela, ambos unicornios piden a Charlie que les acompañe hasta la Luna para derrocar a un milpiés que pretende destruir la Cueva del Ala Roja. Cuando el trío llega al satélite y consiguen vencer a la criatura, estos le sugieren que entre en la cueva con la promesa de que si accede "no volverán a molestarle jamás".
Una vez dentro descubre que estos han instalado un artefacto explosivo con el que pretenden destruir la luna por puro aburrimiento con Charlie sobre la superficie, el cual contempla horrorizado cómo vuelven a abandonarle.
Finalmente es rescatado por la estrella de mar del anterior cortometraje tras persuadirle de que "pida un deseo" para volver a casa.
Desde la Tierra, los dos unicornios observan la explosión del satélite y celebran la "muerte" de Charlie al tiempo que se preguntan sobre la próxima víctima a la que molestar y llevar por el mismo camino, sin embargo, Charlie regresa vivo ante la mirada de sorpresa de ambos, los cuales reconocen que se trata de un momento "embarazoso".

## Personajes
El propio Jason Steele le presta su voz a los tres personajes principales. Charlie es un unicornio grisáceo de carácter malhumorado y letárgico en contraste con Lolz y Roffle, nombre de los unicornios azul y rosa respectivamente. Estos a diferencia de Charlie, muestran un comportamiento más infantil. En vídeos posteriores se ha ido indagando en cierta medida sobre estos personajes, en especial su sexualidad biológica, puesto que en la segunda parte Charlie se pregunta si son machos o hembras. Steele definió a estos personajes como "macabros" e "interesantes" mientras se sepa poco de ellos.

## Producción
Jason Steele, animador independiente concibió a Charlie en 2005 como un test animado en flash para su madre, la cual disfrutó de una conversación virtual con el personaje en sí. En casa, el propio Steele empezó a imaginar un hilo argumental para el vídeo, el cual una vez hecho, no se editó ninguna escena.
El cortometraje incluye humor surrealista y negro. Steele afirmó que se inspiró por el músico Logan Whitehurst, con quien solía comunicarse vía correo electrónico con frecuencia. Anteriormente trabajaron en Secret Agent Bob en 2003, cuyo contraste sirvió de base para elaborar una atmósfera "brillante y alegre". Aparte de este material, también estuvo produciendo otros cortometrajes como Llamas With Hats como tesis mientras asistía al RISD, de donde obtuvo un aprobado.
La serie fue creada a través de Adobe Photoshop y Adobe Flash, animada en After Effects y editada en Final Cut Pro. En cuanto al audio, se grabó con Amadeus Pro y Logic Pro. La secuencia musical del primer vídeo iba a ser interpretada por los dos unicornios en un principio, sin embargo, Steele, quien presta la voz a los tres equinos, no se veía capaz de cantar a dos voces y recurrió a la letra Y de la marquesina "CANDY".

## Recepción
Desde sus inicios, la serie obtuvo gran popularidad. En 2005 el primer vídeo fue subido a Newgrounds y después en 2006 a YouTube, donde se hizo viral. Ya en 2007 obtuvo aproximadamente ocho millones de visitas, y en 2010 se contabilizó 46 millones.
El medio en línea Salon.com describió el vídeo como "la improbable aventura de un unicornio gruñón" y añadió: "a menudo nos sentimos como Charlie: molestados por personas coloridas mientras dormimos sobre nuestros escritorios al tiempo que nos prometen placeres empalagosos. Debemos hacer acopio de energía para seguirles con la esperanza de recibir una dulce recompensa y poner fin a nuestro vacío existencial?, son dignos de confianza?."
La serie también ha atraído la atención de varias celebridades, incluyendo al presentador y DJ inglés Alex Zane y entertainers como Kevin Pereira y Olivia Munn. Brian Hamlin desde The Hollywood Reporter definió el primer vídeo como "estúpido y molesto" a la vez de "realmente divertido y raro con música y unicornios alegres". En 2009 la revista Time nombró a Charlie the Unicorn en el puesto 49 como uno de los "cincuenta mejores vídeos de YouTube" y añadieron: "Charlie the Unicorn es la muestra de no hace falta tener lógica para ser considerado una figura de culto".

Charlie the Unicorn es la muestra de que no hace falta tener lógica para ser considerado una figura de culto. La serie animada se centra en un grupo de unicornios que emprenden una aventura hasta Candy Mountain - "la tierra de los dulces, el gozo y la alegría" - con la ayuda de un liopleurodon. Creado por Jason Steele, el primer cortometraje atrajo la atención de 46 millones de visitas y supuso la producción de nuevos episodios.
Time Magazine

### En la cultura popular
El grupo Weezer en su single de 2008 Pork and Beans dirigido por Mathew Cullen incluyó a los personajes principales junto con varios fenómenos de internet en el videoclip. El 22 de noviembre del mismo año, como extra del YouTube Live, estos y Jason Steele produjeron un cortometraje en el que los personajes y otros memes coincidían en un mismo universo.

### Merchandising
En respuesta a la popularidad de los cortometrajes, FilmCow y las compañías CafePress y Hot Topic lanzaron una línea de productos relacionados con Charlie the Unicorn como camisetas, pines, tazas de café y bandanas.

## Secuelas
Tal como se menciona arriba, se han creado otras tres partes, las cuales fueron producidas en 2008, 2009 y 2012 respectivamente.